# Падмор, Джордж
Джордж Падмор (англ. George Padmore, настоящее имя Малколм Айван Мередит Нурс (англ. Malcolm Ivan Meredith Nurse), 28 июня 1903 — 23 сентября 1959) — тринидадский левый политический деятель по происхождению из ашанти, участник североамериканского и африканского коммунистических движений, деятель Коминтерна и Профинтерна, теоретик панафриканизма и советник Кваме Нкрумы.

## Биография
Прадед по отцовской линии был воином ашанти, взятым в плен и проданным в рабство на Барбадос. Нурс начал работать журналистом в Британской Вест-Индии, но в 1924 году попал в университет Фиска в Теннесси, где изучал медицину. Затем был принят в Нью-Йоркский университет. В годы учёбы в США Нурс, взявший новое имя Джордж Падмор, сблизился с Рабочей партией, как с 1921 до 1929 года называлась Коммунистическая партия США, и вступил в неё в 1927 году. В составе американской делегации сопровождал Уильяма Фостера в СССР, где принял участие в конгрессе Профинтерна и остался в Москве на руководящей должности в Негритянском бюро Профинтерна. Джордж Падмор писал статьи и памфлеты в англоязычную газету «Moscow Daily News» и даже был избран в Моссовет.

## Книги
- The Life and Struggles of Negro Toilers, 1931
- How Britain Rules Africa, 1936
- Africa and Worlk Peace, 1937
- The White Man's Duty: An analysis of the colonial question in the light of the Atlantic Charter (в соавторства с Нэнси Кунард), 1942
- The Voice of Coloured Labour (Speeches and reports of Colonial delegates to the World Trade Union Conference), 1945
- How Russia Transformed her Colonial Empire: a challenge to the imperialist powers (в соавторстве с Дороти Пизер), 1946
- History of the Pan-African Congress (Colonial and coloured unity: a programme of action), 1947
- Africa: Britain's Third Empire, 1949
- The Gold Coast Revolution: the struggle of an African people from slavery to freedom, 1953)
- Pan-Africanism or Communism? The Coming Struggle for Africa, 1956)